# بابنهاوزن (هسن)
بابن‌هاوزن (هسن) (بالألمانية: Babenhausen) هي بلدة، مدينة، Gemarkung، Ortsbezirk of Germany و بلدة ألمانية تقع في ألمانيا في منطقة دارمشتات ديبورغ ‏. يقدر عدد سكانها بـ 16,170 نسمة .